# Perodicticus potto
El poto o potto (Perodicticus potto) es un primate estrepsirrino de la familia de los lorísidos y del género Peroditicus. El origen del nombre de estos animales posiblemente provenga de la palabra africana pata, que significa mono sin cola.